# Удружење грађана Чувари огњишта

## О Чуварима огњишта
Чувари огњишта су основани и регистровани као невладина организација, непрофитна организација и нестраначка организација . Баве се очувањем традиционалних вредности, унутрашњих начела којима су се руководили њихови преци, неговањем свега најлепшег што је дала српска култура. Неговање традиције и веродостојних вредности српског народа, доноси континуитет као опште духовно и интелектуално добро и они верују да без тог унутрашњег очувања и развитка, нема ни даљег научног, привредног, културног развоја и просперитета српског друштва. Раде на очувању вредносних форми које су пружале смисао животу, не у световном успеху, већ у људском. Просветитељство је старе моралне норме учинило прекрутим у спирали брзог развоја, али није успело да наметне обавезујући морал ослоњен само на разум. Закони човека се мањају, али закон духа остаје исти. 
Благослов за оснивање Чувара огњишта добили су на Митровдан 2015. године од Оца Андреја, старешине манастира Светог Првомученика Архиђакона Стефана у Сланцима. Имају посебне везе са тим светим местом, на ком дају пријемни Завет и уз манастирско братство славе своју славу. Чувари огњишта су организатори манифестације Фестивал српске трпезе која се одржава у септембру месецу на Калемегдану у Београду.